# مجانس (كيمياء)

مثال على المتجانس: قد يختلف عدد ومواقع مجموعات الكلور

في الكيمياء، المجانسات  هي مواد كيميائية ذات صلة، مثل، العناصر في المجموعة ذاتها لـالجدول الدوري أو مشتقاته.
- يوجد 209 مجانس من مركبات ثنائية الفينيل متعددة الكلور (PCB) إضافة إلى 209 مجانس من الإثيرات ثنائية الفينيل متعددة البروم (الإثيرات ثنائية الفينيل متعددة البروم)
- قد يعدل مجانس حمض الزيتيك سلوك الغشاء الخلوي للحماية من أورام أو وجود تأثيرات على ضغط الدم.
- تشير المجانسات إلى العناصر الأخرى في مجموعة في الجدول الدوري. على سبيل المثال، مجانسات عنصر المجموعة 11 النحاس هي الفضة والذهب. وبالمثل يمكن اعتبار كلوريد الصوديوم وكلوريد البوتاسيوم من المجانسات.

## وصلات خارجية
- Effects of oleic acid and its congeners, elaidic and stearic acids, on the structural properties of phosphatidylethanolamine membranes